# Montoro (ort i Spanien, Andalusien, Province of Córdoba, lat 38,02, long -4,38)
Montoro är en ort i Spanien.   Den ligger i provinsen Province of Córdoba och regionen Andalusien, i den centrala delen av landet, 270 km söder om huvudstaden Madrid. Montoro ligger 195 meter över havet och antalet invånare är 9 915.
Terrängen runt Montoro är huvudsakligen platt, men österut är den kuperad. Runt Montoro är det ganska tätbefolkat, med 52 invånare per kvadratkilometer. Montoro är det största samhället i trakten. Trakten runt Montoro består till största delen av jordbruksmark.